# Токантиния

Токантиния на карте штата.

Токантиния (порт. Tocantínia) — муниципалитет в Бразилии, входит в штат Токантинс. Составная часть мезорегиона Восточный Токантинс. Входит в экономико-статистический микрорегион Порту-Насиунал. Население составляет  6 736 человек на 2010 год. Занимает площадь 2 601,603 км². Плотность населения — 2,59 чел./км².

## Демография
Согласно сведениям, собранным в ходе переписи 2010 г. Национальным институтом географии и статистики (IBGE), население муниципалитета составляет:
| Полное население                               | Полное население                               | Полное население                               | Полное население                               | 6 736 |
| ---------------------------------------------- | ---------------------------------------------- | ---------------------------------------------- | ---------------------------------------------- | ----- |
| в том числе:                                   | Городское население                            | 2 955                                          | Процент городского населения, %                | 43,87 |
|                                                | Сельское население                             | 3 781                                          | Процент сельского населения, %                 | 56,13 |
|                                                | Мужское население                              | 3 476                                          | Процент мужского населения, %                  | 51,60 |
|                                                | Женское население                              | 3 260                                          | Процент женского населения, %                  | 48,40 |
| Плотность населения, чел/км²                   | Плотность населения, чел/км²                   | Плотность населения, чел/км²                   | Плотность населения, чел/км²                   | 2,59  |
| Население муниципалитета в % к населению штата | Население муниципалитета в % к населению штата | Население муниципалитета в % к населению штата | Население муниципалитета в % к населению штата | 0,49  |

По данным оценки 2016 года население муниципалитета составляет 7 313 жителей.

## Статистика
- Валовой внутренний продукт на 2003 составляет 8.480.865,00 реалов (данные: Бразильский институт географии и статистики).
- Валовой внутренний продукт на душу населения на 2003 составляет 1.446,51 реалов (данные: Бразильский институт географии и статистики).
- Индекс развития человеческого потенциала на 2000 составляет 0,622 (данные: Программа развития ООН).

## Важнейшие населенные пункты
| № | Населённый пункт | Населённый пункт (порт.) | Категория         | Население чел. (2010) | На карте                       |
| - | ---------------- | ------------------------ | ----------------- | --------------------- | ------------------------------ |
| 1 | Токантиния       | Tocantínia               | город             | 2955                  | 9°33′54″ ю. ш. 48°22′30″ з. д. |
| 2 | Алдея-Портейра   | Aldeia Porteira          | индейская деревня | 341                   | 9°26′56″ ю. ш. 48°22′07″ з. д. |
| 3 | Алдея-Салту      | Aldeia Salto             | индейская деревня | 249                   | 9°29′09″ ю. ш. 48°21′08″ з. д. |
| 4 | Агуа-Фриа II     | Água Fria II             | поселок           | 246                   | 9°46′25″ ю. ш. 48°10′26″ з. д. |
| 5 | Алдея-Фунил      | Aldeia Funil             | индейская деревня | 209                   | 9°38′52″ ю. ш. 48°22′16″ з. д. |
| 6 | Агуа-Фриа I      | Água Fria I              | поселок           | 89                    | 9°45′07″ ю. ш. 48°11′48″ з. д. |
| 7 | Палминья         | Palminha                 | поселок           | 80                    | 9°50′01″ ю. ш. 48°06′32″ з. д. |